# Cubos del término municipal (Saro)
Los Cubos de Saro, pertenecientes al cierre de la finca del antiguo palacio de Saranilla, en el municipio de Saro (Cantabria, España), es un Bien de Interés Cultural, con categoría de Monumento, por resolución de 3 de abril de 2002.
De acuerdo con lo establecido en la Disposición Adicional Segunda de la Ley 16/1985, de 25 de junio, del Patrimonio Histórico Español, se consideran de interés cultural los bienes a que se contrae el Decreto 571/1963, de 14 de marzo, sobre Protección de los Escudos, Emblemas, Piedras Heráldicas, Rollos de Justicia, Cruces de Término y Piezas Similares. Es por ello que, por ministerio de dicha Ley se declararon bienes de interés cultural, con la categoría de Monumento, los cubos de Saro pertenecientes al cierre de la finca del antiguo palacio de Saranilla (Cantabria), habiendo sido labrados en el siglo XVIII. Se encuentran en la confluencia de las carreteras que van de Vega de Carriedo a Saro y de Bárcena de Carriedo a Saro, a 25 metros aproximadamente uno del otro y en márgenes opuestas.